# بوخالانسه
بوخالانسه (به اسپانیایی: Bujalance) یک دهستان در اسپانیا است که در استان کوردوبا (اسپانیا) واقع شده‌است. بوخالانسه ۱۲۴٫۸۲ کیلومتر مربع مساحت و ۷٬۹۱۰ نفر جمعیت دارد و ۳۵۷ متر بالاتر از سطح دریا واقع شده‌است.